# 建筑施工

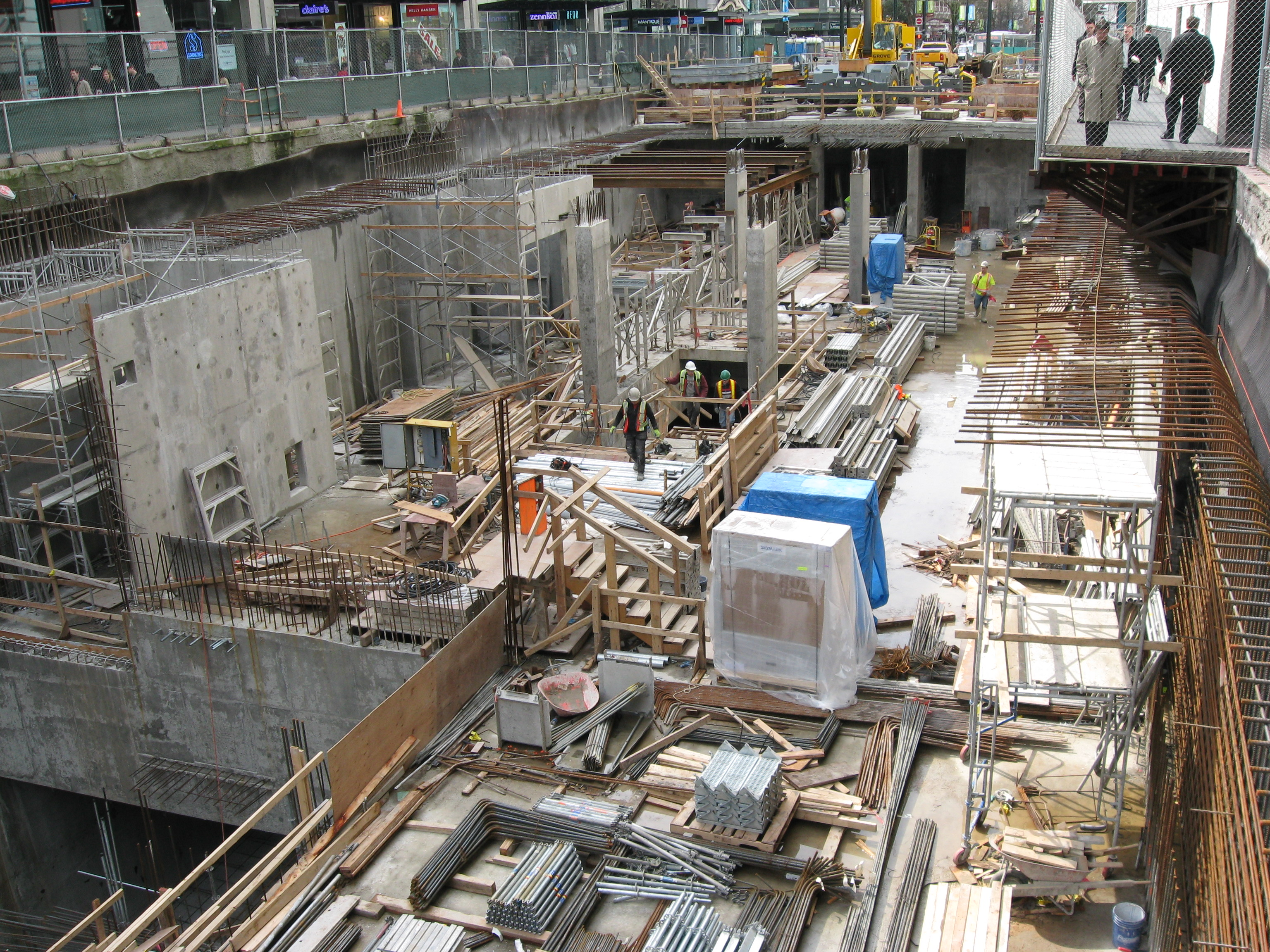
連續壁建築工地

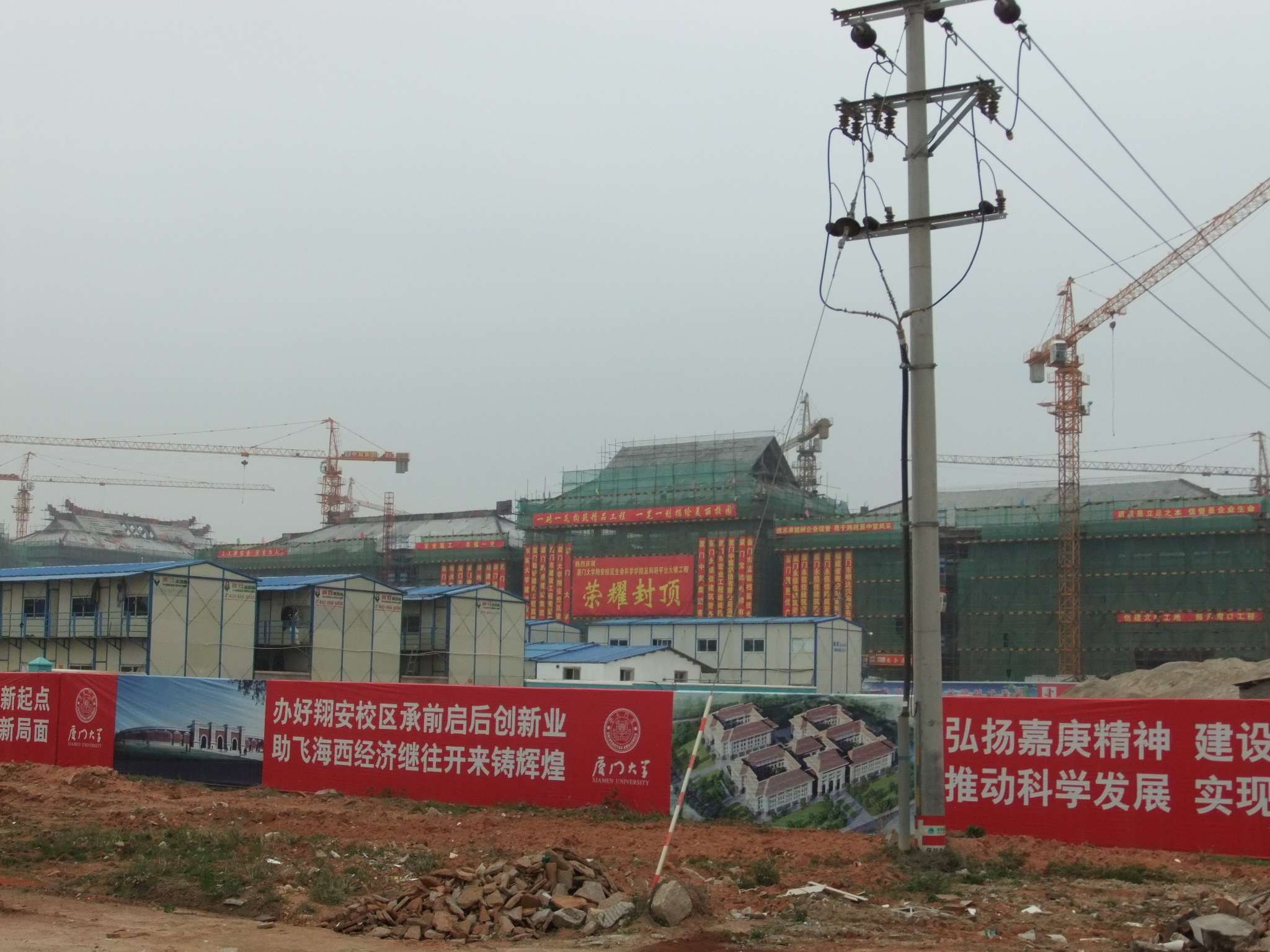
中式建築工地

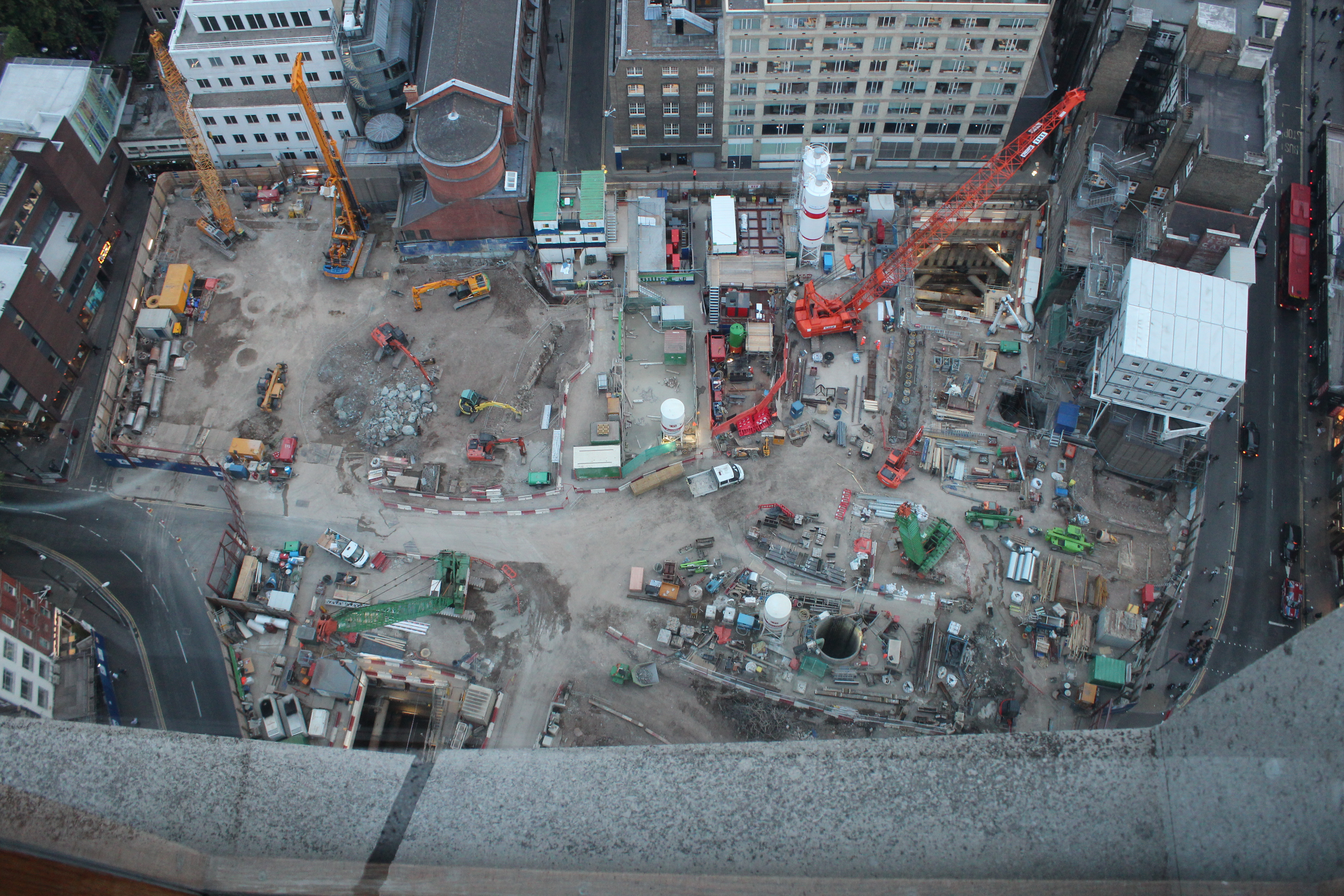
倫敦托特纳姆宮路站旁的橫貫鐵路工地，將使該站擴充為一個更大的轉乘站。

在建築及土木工程中，建設（英語：construction）是指組裝與建築建物的過程。大規模的建設需要人類的多工合作才能完成。通常一個建設任務，要由專案經理來負責管理，也需要營建管理、設計工程師、建造工程師或項目建築師的監督才能完成。正在發展建築項目，進行土木工程的地點，稱為建築工地，又稱建築地盤、施工地盤，簡稱地盤。
建築地盤的範圍常有圍板、鐵絲網或者圍牆所封閉，限制人員及物料、機械和車輛的進出。有物業管理管理員把守。出入可能要登記身份，以作保安用途。另進入工地需穿戴安全帽等安全用具，以保安全。此外，建築公司通過移動應用程序提供有關潛在化學，火災和電氣危害的安全知識共享渠道來提高安全意識 。

## 安全

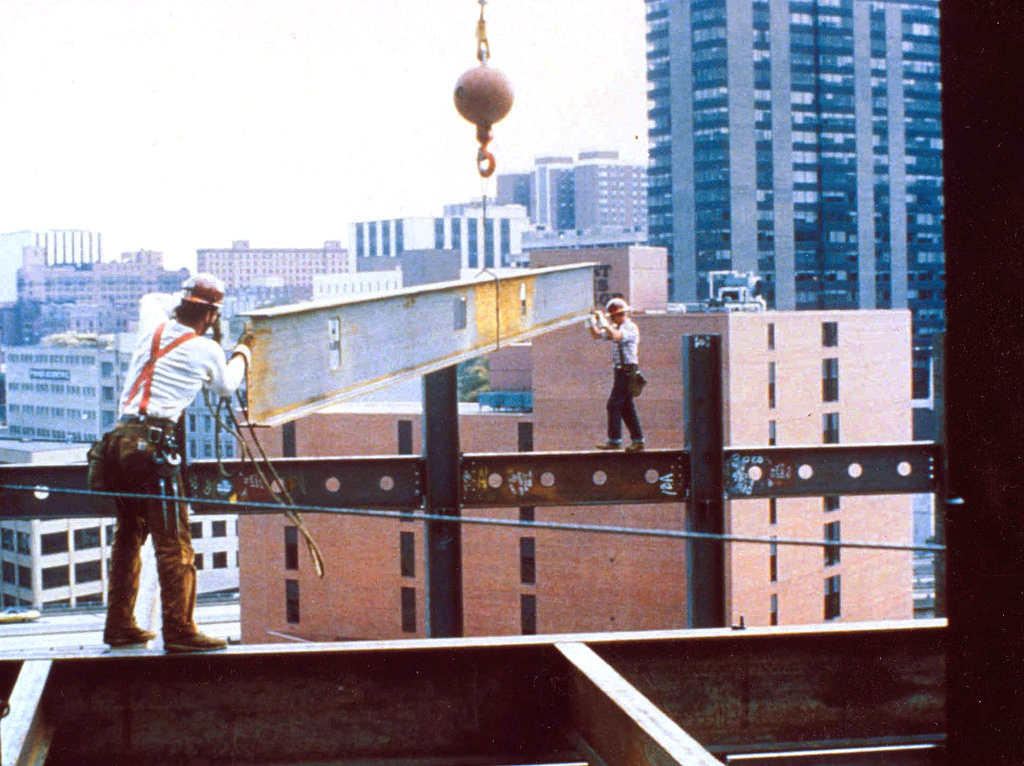
图为没有做安全防护的身处险境的建筑工人

建筑施工行业是最危险的行业之一。在美国和欧盟，建筑行业的死亡率要高于其他行业。2009年，美国的建筑行业死亡率几乎是所有行业的三倍。坠落是最常见的死伤原因之一，安装吊带和护栏以及确保梯子稳固和检查脚手架等适当的安全防护措施可以减少发生事故几率。其他主要的死亡原因包括触电，交通事故和沟渠坍塌。

## 历史

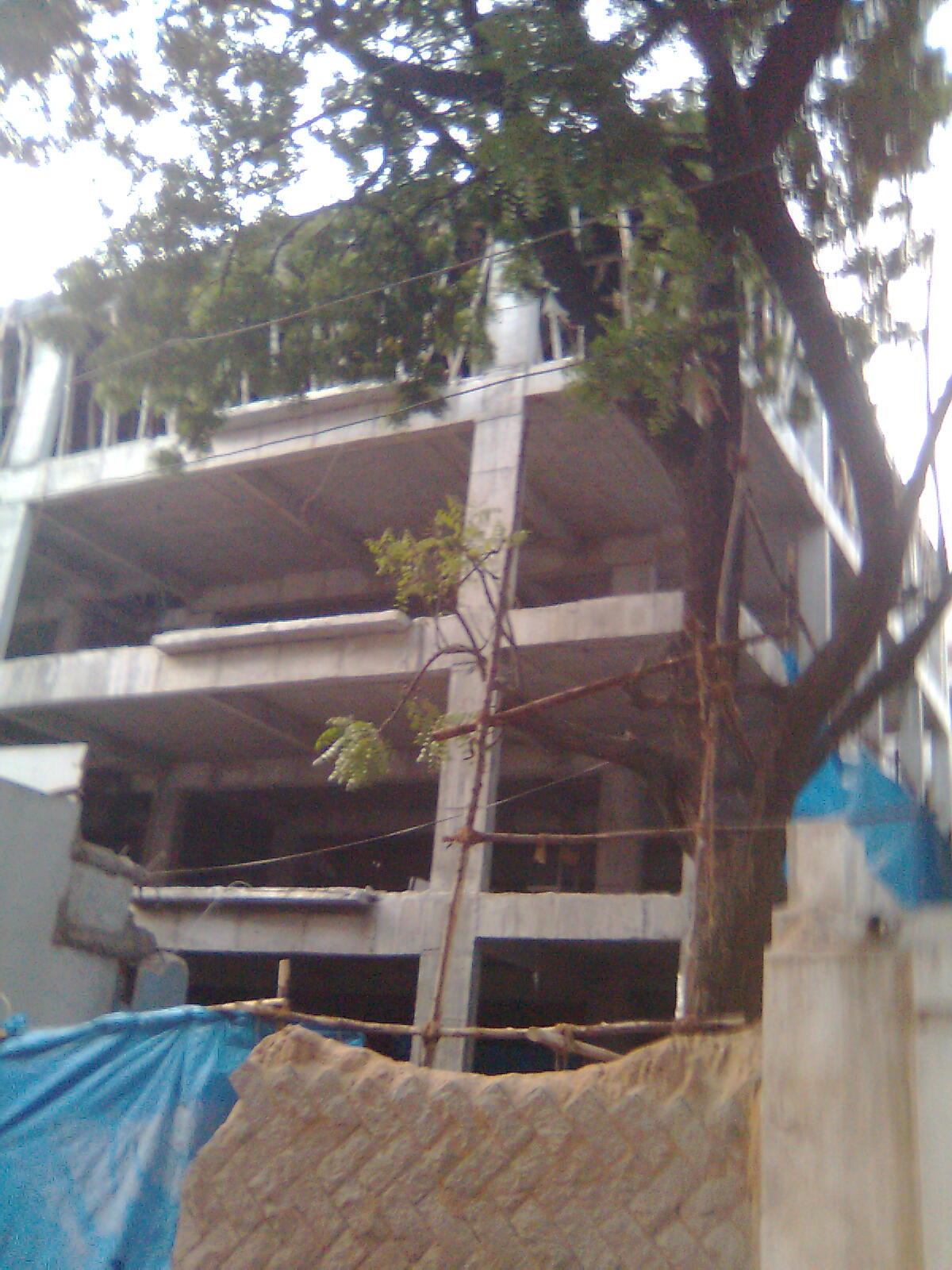
图为印度在建大楼

人类最初的栖息场所仅仅是可以用来遮风挡雨的小屋，这些小屋是通过手和简单的工具搭建而成的。在青铜器时期，随着城市的出现，也出现了砖瓦匠和木匠这些专业工匠。偶尔，奴隶会用以建设工作。在中世纪，还有奴隶行会的存在。在19世纪，出现了蒸汽动力机械，此后又出现了起重机、挖掘机和推土机等柴油和电动装置。

## 相關
- 噪音、空氣污染
- 工地工人
- 塔式起重機
- 暑期工
- 非法勞工
- 紮鐵
- 工業安全
- 安全主任